# بوشکوویتسه (استان اشوی‌داشکسیه)
بوشکوویتسه (به لهستانی: Buszkowice) یک منطقهٔ مسکونی در لهستان است که در گمینا تشمیلوو واقع شده‌است. بوشکوویتسه ۲۲۰ نفر جمعیت دارد.